# Barkly-Oos
Barkly-Oos (Eng: Barkly East) este un oraș în Provincia Eastern Cape (Oos-Kaap), Africa de Sud, aproximativ 116 km sud-est de Aliwal-Noord.
A fost stabilit în 1874 la ferma Rockey Park și numit după Sir Henry Barkly, guvernator al Cape 1870-1877. Statutul municipal a fost acordat în 1881. Tiffendell, unica stațiune de schi din Africa de Sud, se află în apropierea orașului.